# Producția de vehicule blindate germane în timpul celui de-al Doilea Război Mondial

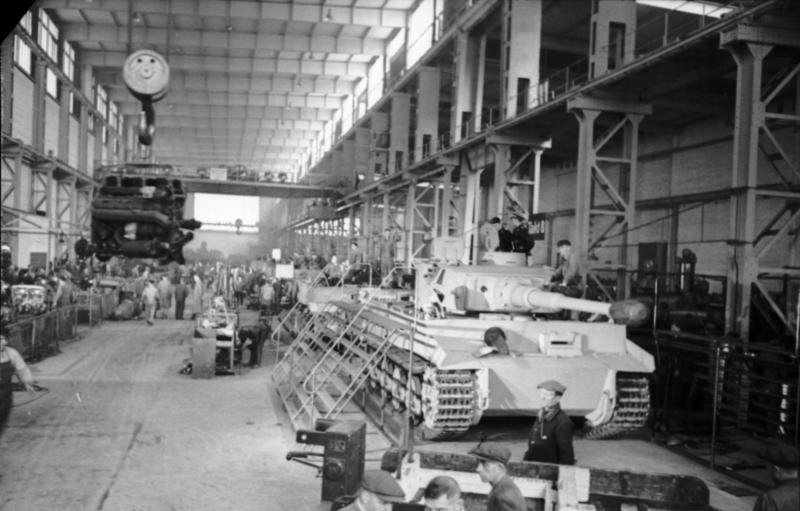
Tiger I pe linia de producție. 1944

Acest articol prezintă o serie de date despre producția de vehicule blindate germane în timpul celui de-al Doilea Război Mondial. Vehiculele includ tancuri, elemente de artilerie autopropulsată, tunuri de asalt și vânători de tancuri. În cazul în care datele pentru producția din 1939 sunt prezentate, ele se referă la perioada septembrie - decembrie 1939.

## Producția totală
|                      | Înainte de război | 1939 | 1940  | 1941  | 1942  | 1943   | 1944   | 1945  | Timp de război | Total  |
| -------------------- | ----------------- | ---- | ----- | ----- | ----- | ------ | ------ | ----- | -------------- | ------ |
| Panzer I             | 1,893             | -    | -     | -     | -     | -      | -      | -     | -              | 1,893  |
| Panzer II            | 1,223             | 15   | 110   | 265   | 848   | 803    | 151    | -     | 2,181          | 3,404  |
| Panzer 38(t)         | 78                | 153  | 467   | 678   | 652   | 1,008  | 2,356  | 1,335 | 6,549          | 6,627  |
| Panzer III           | 98                | 157  | 1,854 | 2,213 | 2,958 | 5,435  | 4,752  | 1,136 | 16,311         | 16,409 |
| Panzer IV            | 211               | 45   | 368   | 467   | 994   | 3,822  | 6,625  | 1,090 | 13,311         | 13,522 |
| Panzer V Panther     | -                 | -    | -     | -     | -     | 1,849  | 4,003  | 705   | 6,557          | 6,557  |
| Panzer VI H Tiger I  | -                 | -    | -     | -     | 78    | 649    | 641    | -     | 1,368          | 1,368  |
| Panzer VI B Tiger II | -                 | -    | -     | -     | -     | 1      | 428    | 140   | 569            | 569    |
| Elefant              | -                 | -    | -     | -     | -     | 90     | -      | -     | 90             | 90     |
| Total                | 3,503             | 370  | 2,799 | 3,623 | 5,530 | 13,657 | 18,956 | 4,406 | 46,936         | 50,439 |

Note:

## Panzer I

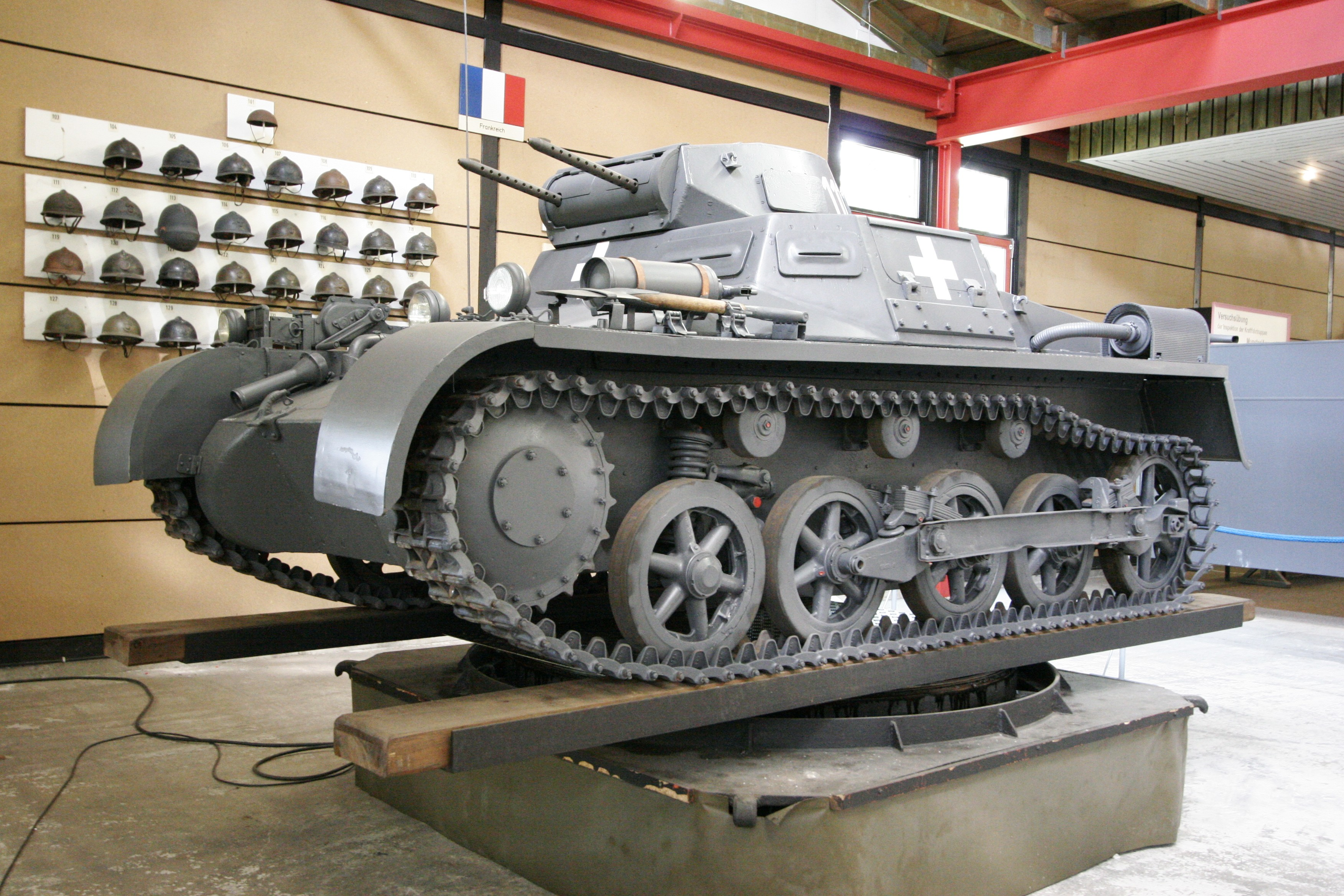
Panzer I Ausf. A

Panzer I înainte de război: 1893 de tancuri au fost produse. 1867 de bucăți au fost dotate cu turele.

## Panzer II
Panzer II Înainte de război: 1,223.
|           | 1939 | 1940 | 1941 | 1942 | 1943 | 1944 | 1945 | Total |
| --------- | ---- | ---- | ---- | ---- | ---- | ---- | ---- | ----- |
| Pz II     | 15   | 9    | 223  | 302  | 77   | 7    | -    | 633   |
| Pz II (f) | -    | 90   | 42   | 23   | -    | -    | -    | 155   |
| Marder II | -    | -    | -    | 511  | 212  | -    | -    | 723   |
| Wespe     | -    | -    | -    | -    | 514  | 144  | -    | 658   |
| Bison     | -    | -    | -    | 12   | -    | -    | -    | 12    |
| Total     | 15   | 99   | 265  | 848  | 803  | 151  | -    | 2,181 |

## Panzer 38(t)

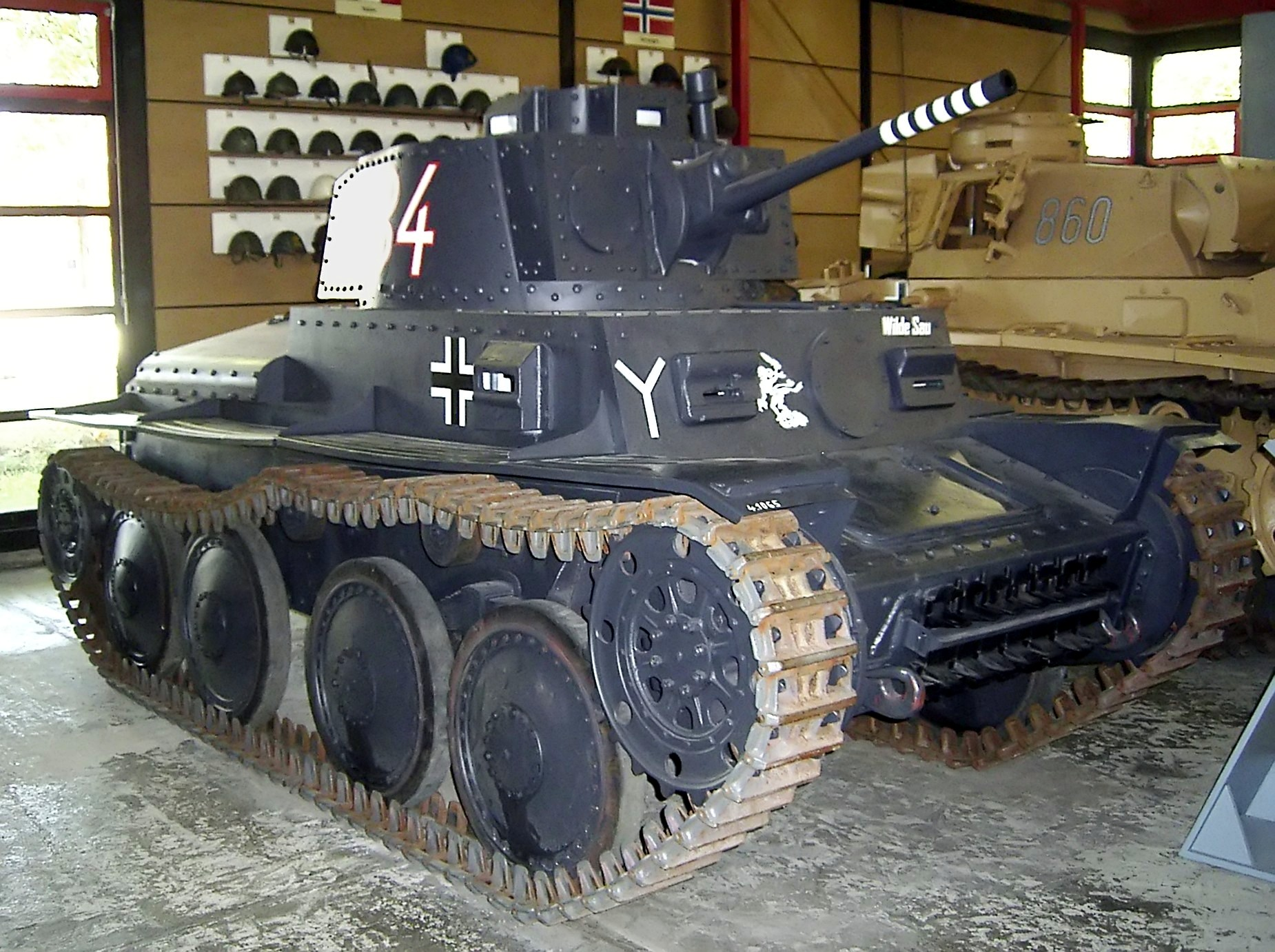
Panzer 38(t)

Panzer 38(t) înainte de război: 78.
|            | 1939 | 1940 | 1941 | 1942 | 1943  | 1944  | 1945  | Total |
| ---------- | ---- | ---- | ---- | ---- | ----- | ----- | ----- | ----- |
| Pz 38(t)   | 153  | 367  | 678  | 198  | -     | -     | -     | 1,396 |
| Marder 138 | -    | -    | -    | 110  | 783   | 323   | -     | 1,216 |
| Marder 139 | -    | -    | -    | 344  | -     | -     | -     | 344   |
| Grille     | -    | -    | -    | -    | 225   | 346   | -     | 571   |
| Hetzer     | -    | -    | -    | -    | -     | 1,687 | 1,335 | 3,022 |
| Total      | 153  | 367  | 678  | 652  | 1,008 | 2,356 | 1,335 | 6,549 |

## Panzer III

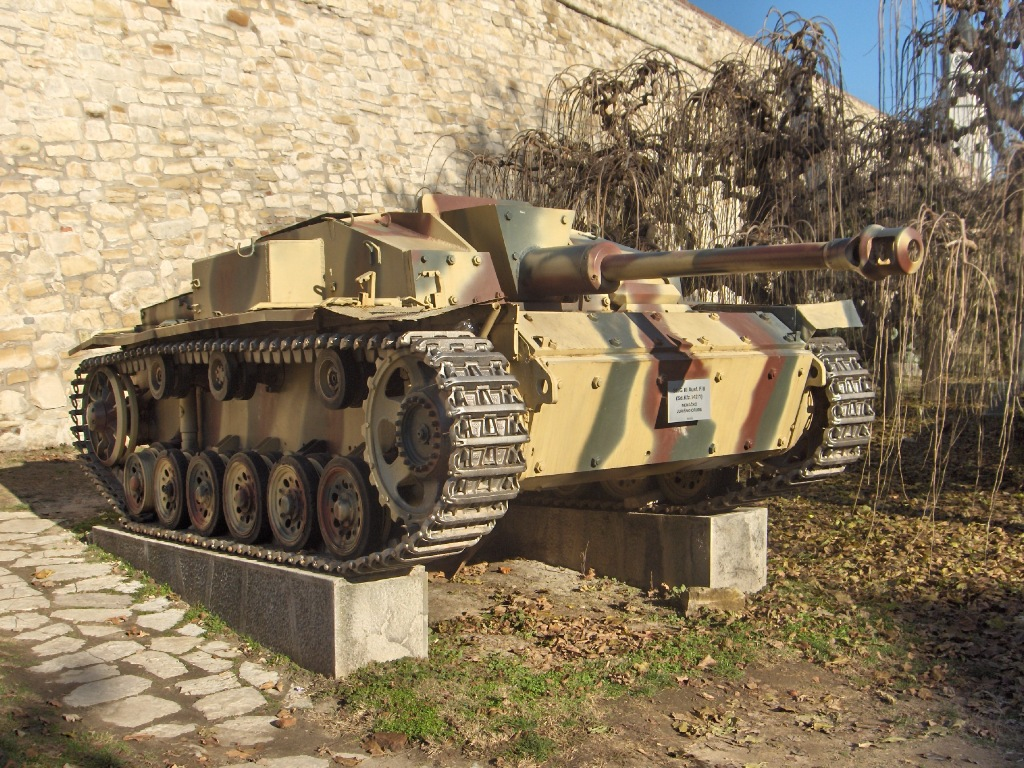
StuG III Ausf. F/8

Panzer III înainte de război: 98.
|              | 1939 | 1940  | 1941  | 1942  | 1943  | 1944   | 1945  | Total  |
| ------------ | ---- | ----- | ----- | ----- | ----- | ------ | ----- | ------ |
| Pz III A-F   | 157  | 396   | -     | -     | -     | -      | -     | 553    |
| Pz III G-J   | -    | 466   | 1,673 | 251   | -     | -      | -     | 2,390  |
| Pz III J/1-M | -    | -     | -     | 1,907 | 64    | -      | -     | 1,971  |
| Pz III N     | -    | -     | -     | 449   | 213   | -      | -     | 662    |
| Pz III (f)   | -    | -     | -     | -     | 100   | -      | -     | 100    |
| StuG III A-E | -    | 192   | 540   | 93    | -     | -      | -     | 825    |
| StuG III F-G | -    | -     | -     | 695   | 3,011 | 3,849* | 1,038 | 8,593  |
| StuH 42      | -    | -     | -     | 12    | 204   | 903    | 98    | 1,217  |
| Total        | 157  | 1,054 | 2,213 | 3,407 | 3,592 | 4,752  | 1,136 | 16,311 |

## Panzer IV

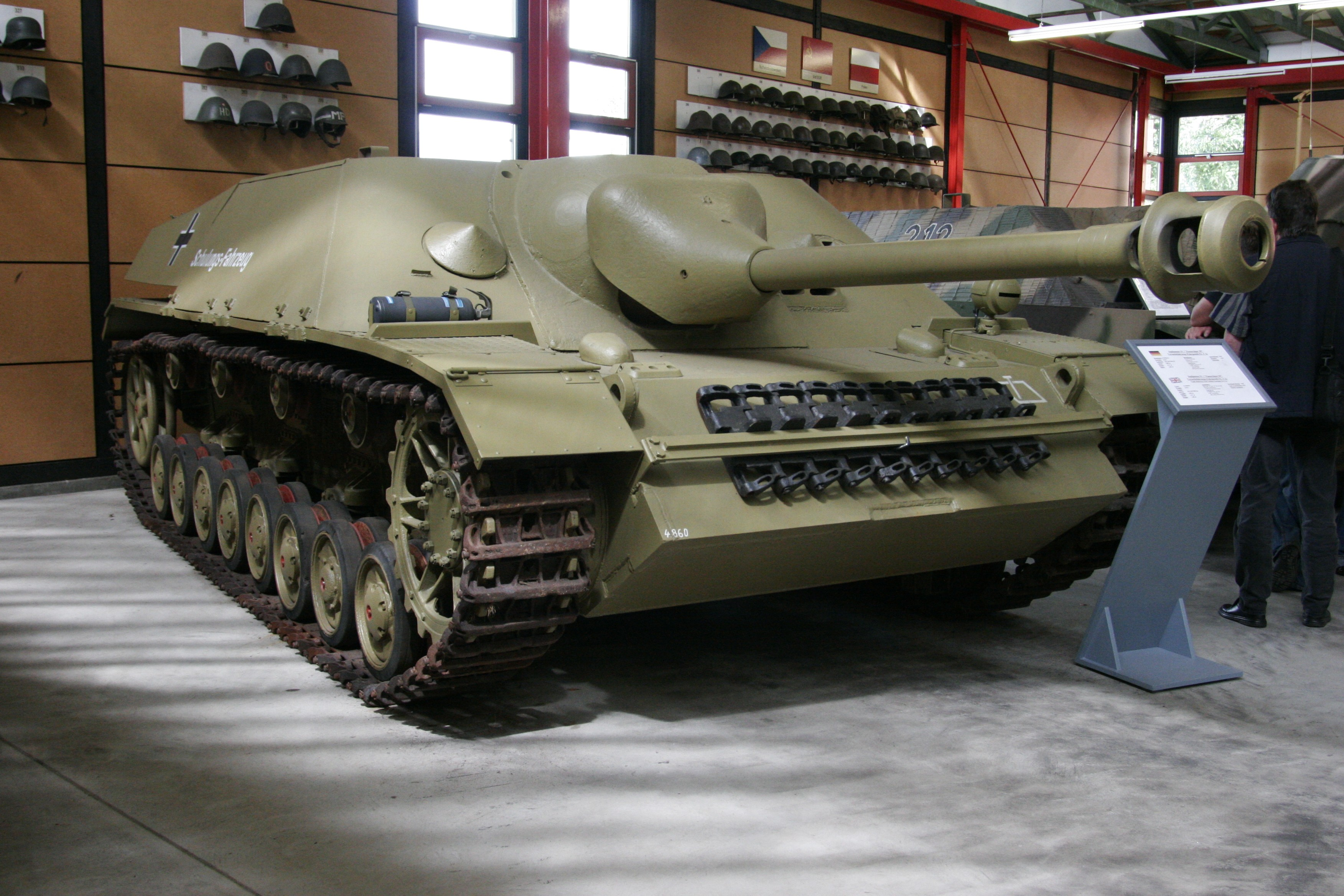
Jagdpanzer IV/48

Panzer IV înainte de război: 211.
|                  | 1939 | 1940 | 1941 | 1942 | 1943  | 1944  | 1945  | Total  |
| ---------------- | ---- | ---- | ---- | ---- | ----- | ----- | ----- | ------ |
| Pz IV A-F1       | 45   | 268  | 467  | 124  | -     | -     | -     | 904    |
| Pz IV F2-J       | -    | -    | -    | 870  | 3,013 | 3,126 | 385   | 7,394  |
| StuG IV          | -    | -    | -    | -    | 30    | 1,006 | 105   | 1,141  |
| Jagdpanzer IV    | -    | -    | -    | -    | -     | 769   | -     | 769    |
| Jagdpanzer IV/70 | -    | -    | -    | -    | -     | 767   | 441   | 1,208  |
| Sturmpanzer IV   | -    | -    | -    | -    | 66    | 215   | 17    | 298    |
| Hornisse         | -    | -    | -    | -    | 345   | 133   | 16    | 494    |
| Hummel           | -    | -    | -    | -    | 368   | 289   | 57    | 714    |
| Möbelwagen       | -    | -    | -    | -    | -     | 205   | 35    | 240    |
| Wirbelwind       | -    | -    | -    | -    | -     | 100   | 6     | 106    |
| Ostwind          | -    | -    | -    | -    | -     | 15    | 28    | 43     |
| Total            | 45   | 268  | 467  | 994  | 3,822 | 6,625 | 1,090 | 13,311 |

## Panzer V (Panther)
|             | 1943  | 1944  | 1945 | Total |
| ----------- | ----- | ----- | ---- | ----- |
| Panther     | 1,848 | 3,777 | 507  | 6,132 |
| Jagdpanther | 1     | 226   | 198  | 425   |
| Total       | 1,849 | 4,003 | 705  | 6,557 |

## Panzer VI (Tiger)

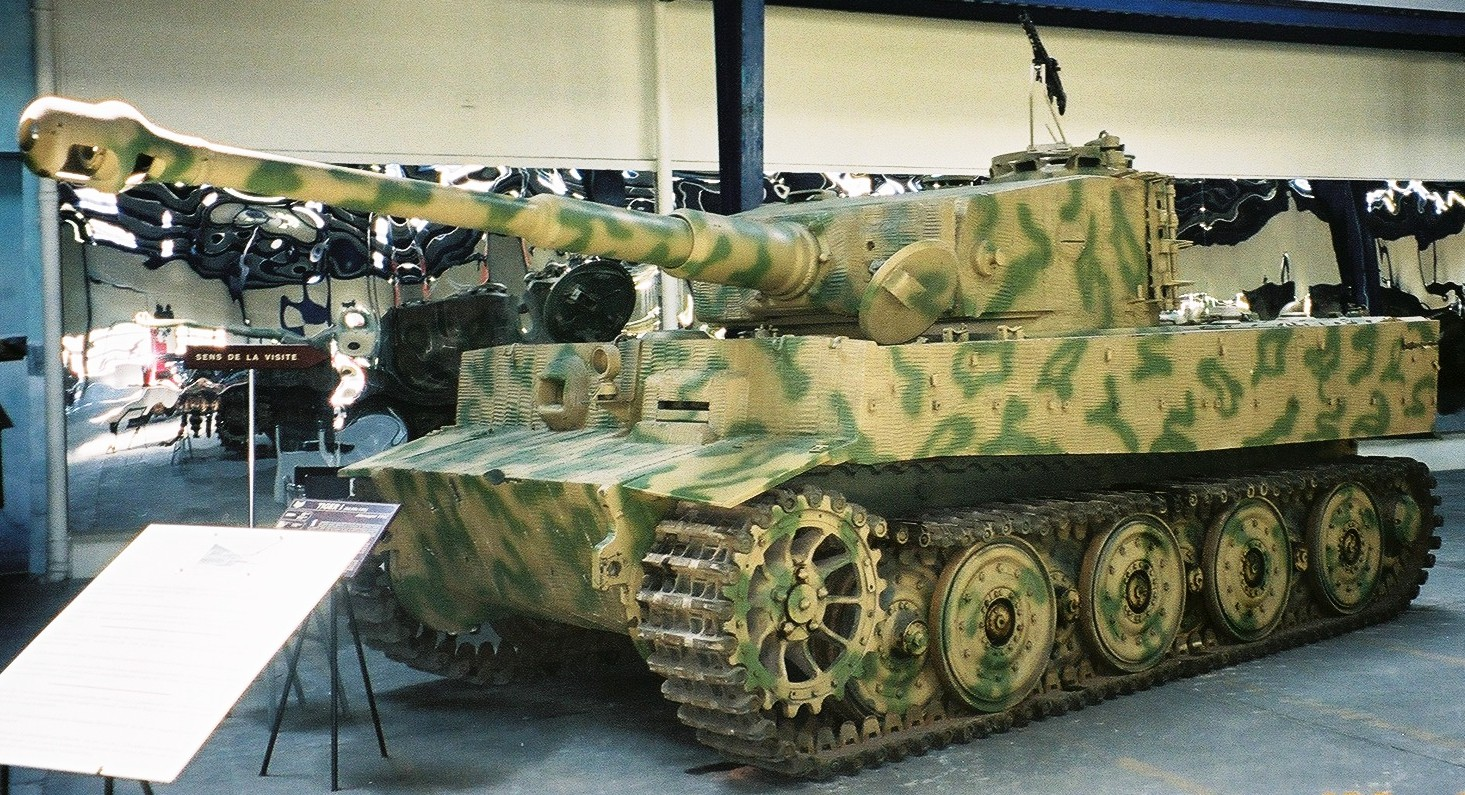
Panzer VI Ausf. H Tiger I

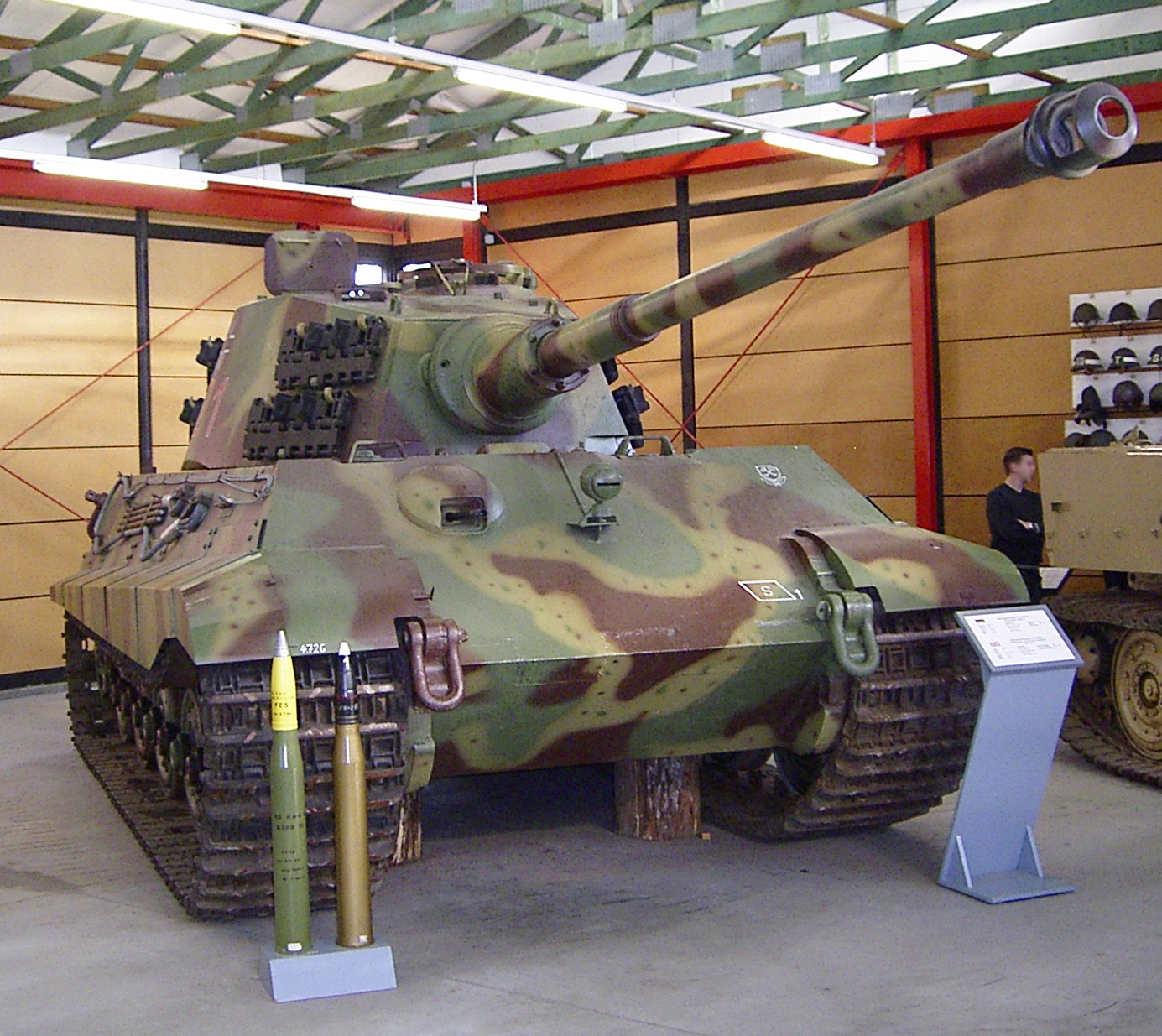
Panzer VI Ausf. B Tiger II

|            | 1942 | 1943 | 1944  | 1945 | Total |
| ---------- | ---- | ---- | ----- | ---- | ----- |
| Tiger I    | 78   | 649  | 623   | -    | 1,350 |
| Sturmtiger | -    | -    | 18    | -    | 18    |
|            |      |      |       |      |       |
| Tiger II   | -    | 1    | 377   | 112  | 490   |
| Jagdtiger  | -    | -    | 51    | 28   | 79    |
| Total      | 78   | 650  | 1,069 | 140  | 1,937 |

## Ferdinand/Elefant

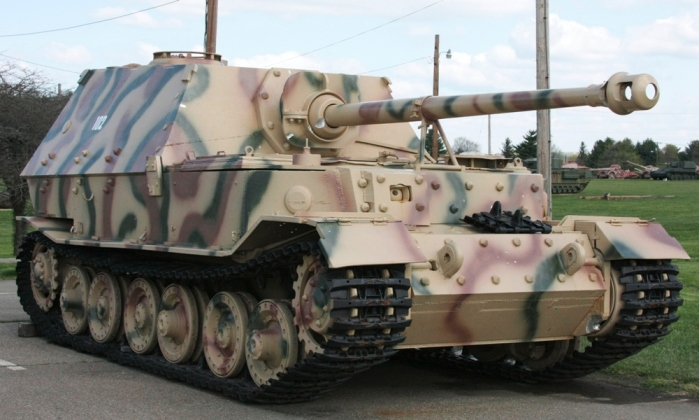
Elefant

|         | 1943 |
| ------- | ---- |
| Elefant | 91   |